# 대구시 갑
대구시 갑은 대한민국의 옛 국회의원 선거구이다. 당시 경상북도 대구시의 일부 지역을 관할했다.

## 역사
1950년 제2대 국회의원 선거를 앞두고 대구부 갑 선거구가 개편되면서 신설되었다.
제4대 국회의원 선거를 앞두고 칠성동, 산격동, 검단동 등의 지역들이 대구시 기 선거구로 분리되었다.
1963년 1월, 대구시에 구제가 실시되었다. 이에 대구시 갑에 해당하는 지역에 중구가 설치되었다. 이로 인해 제6대 국회의원 선거를 앞두고 대구시 중구 선거구로 개편되면서 폐지되었다.

## 역대 국회의원
| 선거   | 정당 | 정당       | 의원   |
| ------ | ---- | ---------- | ------ |
| 1950년 |      | 무소속     | 조경규 |
| 1954년 |      | 민주국민당 | 서동진 |
| 1958년 |      | 무소속     | 신도환 |
| 1960년 |      | 민주당     | 서동진 |

## 역대 선거 결과

### 대한민국 제2대 국회의원 선거
|  | 24.00% |

|  | 18.75% |

|  | 18.29% |

|  | 7.07% |

|  | 5.90% |

|  | 5.62% |

|  | 4.32% |

|  | 3.64% |

|  | 2.66% |

|  | 2.38% |

|  | 2.13% |

|  | 1.44% |

|  | 1.17% |

|  | 0.99% |

|  | 0.82% |

|  | 0.73% |

### 대한민국 제3대 국회의원 선거
|  | 41.30% |

|  | 26.00% |

|  | 13.71% |

|  | 8.37% |

|  | 5.12% |

|  | 2.25% |

|  | 2.13% |

|  | 1.06% |

### 대한민국 제4대 국회의원 선거
|  | 55.90% |

|  | 38.78% |

|  | 5.31% |

### 대한민국 제5대 국회의원 선거
|  | 73.79% |

|  | 26.20% |